# Temnitz (Plane)
Die Temnitz beziehungsweise im Quellgebiet und Oberlauf auch Hellbach und im Unterlauf Sandfurthgraben ist ein Fluss, der den Hohen Fläming nach Norden zur Plane und über diese zur Havel entwässert. Sie ist der größte Nebenfluss der Plane und hat ein Einzugsgebiet von mehr als 150 Quadratkilometern. Temnitz und Plane zählen zu den vier bedeutenden natürlichen Fließgewässern auf der Nordseite des Hohen Fläming, zu denen weiterhin die Buckau und das Verlorenwasser gehören.

## Ersterwähnungen und Namen
Die Temnitz wurde urkundlich erstmals im Jahr 1525 erwähnt. In der Urkunde vom 27. Juni 1525 entschied der Kurfürst von Brandenburg einen Rechtsstreit zwischen den von Rochow zu Golzow und der Stadt Brandenburg über die Nutzung der Niederung zugunsten der Stadt. Adolph Friedrich Riedel überschrieb das Dokument im Codex diplomaticus Brandenburgensis mit Erkenntniß kurfürstlicher Räthe in Sachen des Bischofs, Domcapitels und beider Städte Brandenburg wider die von Rochow zu Golzow wegen des freien Havelbruches und des Zolles zu Golzow. Darin heißt es:

„In Sachen zwischen dem Sindico des Bischoffs, Capittels und beyden Stedten Brandenburgk, Klegern, eyns, Dieterichen undt allen anderen von Rochow zu Goltzow, Antwortter anders teils, eynen Gebrauch frey holtzhawen, ym freyen Havelbruch, auch zwischen Plane und Temnitz, undt freye offene Fharwege zu solichem Gebrauch […], Erkennen Unsers Gnedigsten Herrn, des Churfürsten zu Brandenburgk, […].“

Den Namen Temnitz führt das Brandenburgische Namenbuch auf die altpolabische Grundform Tymenica zu tyme, Gen. tymene = ‚Sumpf‘, ‚Morast‘ zurück. Er bezieht sich also auf die Lage des Gewässers im sumpfigen Baruther Urstromtal. Der Oberlauf Hellbach ist erstmals 1736 als „Hell-Bache“ dokumentiert. Der Name enthält den Wortteil Hölle beziehungsweise Helle, der enge und kleine Räumlichkeiten, in Flurnamen Geländeeinschnitte bedeutet. Der zugrundeliegende altnordische Name Hel bezeichnete in der germanischen Mythologie sowohl die Unterwelt (Hel, Helle, Hölle) wie auch ihre Herrscherin, die Totengöttin Hel. Sandfurthgraben leitet sich von einer sandigen Furt her. Er wurde erstmals 1771 in einer Karte als „Sandfurth Graben“ verzeichnet. Die Preußische Uraufnahme notierte ihn 1841 als „Sandfohrts Graben“.

## Verlauf
In seinem Oberlauf heißt der Fluss Hellbach. Dieser entspringt im Hohen Fläming unweit des Dorfes Schwanebeck. In seinem gesamten Verlauf ist die Temnitz grabenartig ausgebaut, um so die Entwässerung und Regulierung der Wasserstände durchflossener Moorgebiete im Baruther Urstromtal und der Planeniederung zu gewährleisten. Sie fließt in nördliche Richtung. Nach etwa 6,6 Kilometern vereinigt sich der Hellbach mit einem bereits Temnitz genannten Graben, der Wasser der Plane führt. Über den Neuen Graben fließen ihr die Wasser des Dippmannsdorfer Baches beziehungsweise des Ragöser Mühlgrabens zu, die im Quellgebiet Dippmannsdorfer Paradies, einem Naturdenkmal am Fläminghang, entspringen.
Nach der Aufnahme des Bullenberger Bachs, eines 9,5 Kilometer langen Nebenflusses, wird der Temnitz westlich von Golzow abermals über einen Freigraben genannten Graben Wasser der Plane zugeführt. Östlich von Reckahn mündet zunächst die Kleine Temnitz und kurze Zeit später der Buschgraben Krahne, wiederum ein Seitengraben der Plane ein. An der Einmündung des Buschgrabens unterquert die Temnitz die Bundesautobahn 2 und erreicht das Stadtgebiet Brandenburgs an der Havel. Ab hier heißt das Fließgewässer Sandfurthgraben. Dieser passiert westlich die Siedlung Eigene Scholle, unterquert die Eisenbahnverbindung von Berlin nach Magdeburg und mündet nach kurzem Verlauf in den künstlich angelegten Mündungsgraben der Plane ein. Über ihre gesamte Länge ist die Biologische Gewässergüte der Temnitz mit der Güteklasse II angegeben. Der Fluss gilt als mäßig belastet. Mehrere Wehre beziehungsweise Staustufen sind installiert.

## Schutzgebiete

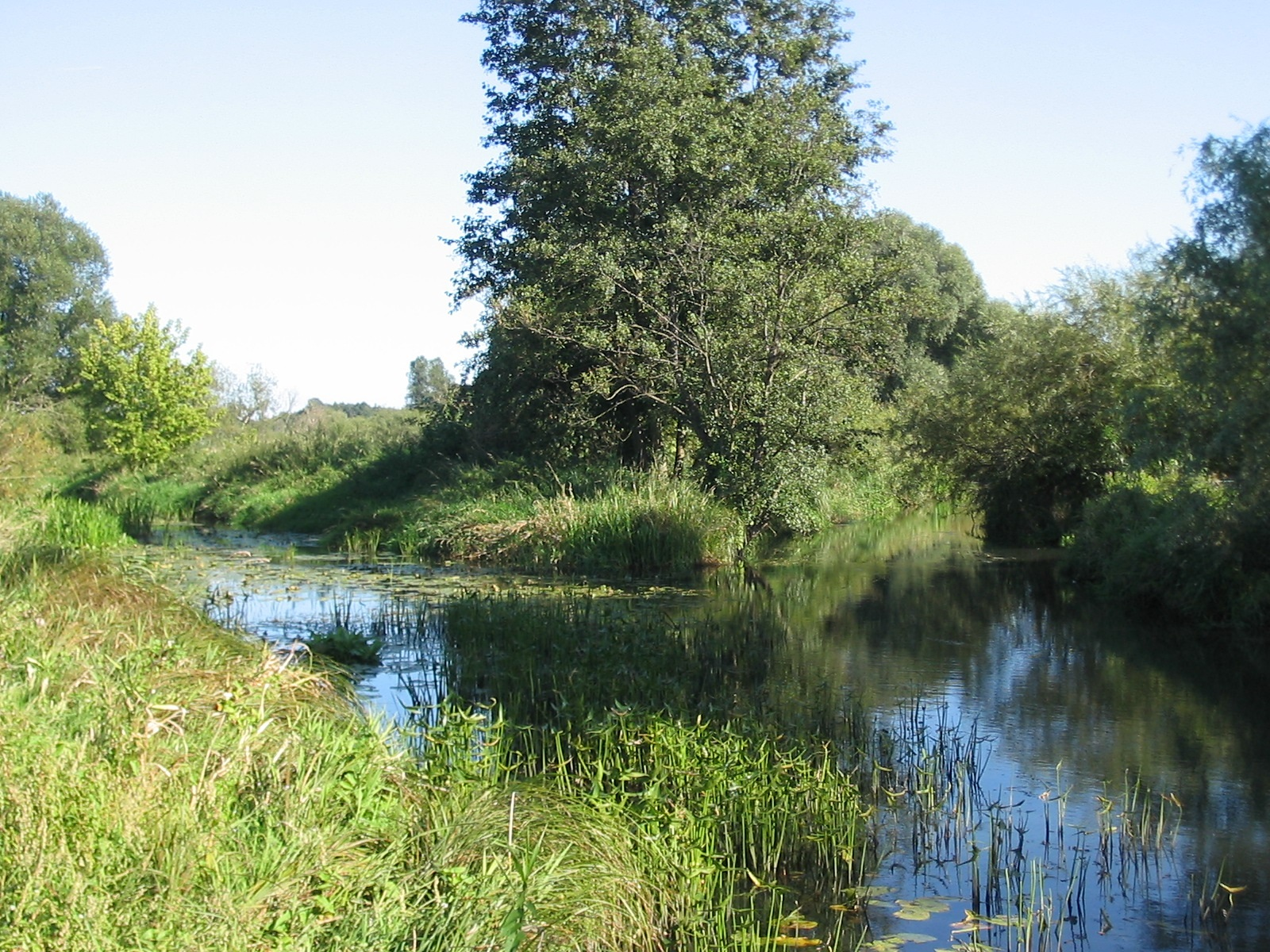
Schutzgebiet im Mündungsbereich des Sandfurthgrabens (rechts im Bild) in den Planegraben

Im Verlauf durchfließt die Temnitz mehrere teilweise sich überlappende Schutzgebiete. Bis nördlich von Ragösen liegt sie beispielsweise im Naturpark Hoher Fläming und im Landschaftsschutzgebiet Hoher Fläming – Belziger Landschaftswiesen. Daneben durchfließt sie von der Quelle bis zur Mündung mehrere als Geschütztes Biotop ausgewiesene Flächen. Auf kurzer Strecke durchfließt der Hellbach das Naturschutzgebiet Belziger Landschaftswiesen. Ab östlich Ragösens liegt die Temnitz über eine weite Strecke im FFH-Gebiet Plane Ergänzung. Westlich des Dorfes Golzow bildet die Temnitz die Grenze des Geschützten Landschaftsbestandteils Golzower Bruch.
Kurz vor dem Übertritt ins Stadtgebiet Brandenburgs durchläuft sie noch über  kurze Strecke das Landschaftsschutzgebiet Krahner Bruch. Im Stadtgebiet liegt der Sandfurthgraben bis zu seiner Einmündung in die Plane im Landschaftsschutzgebiet Brandenburger Wald- und Seengebiet. Die Mündung befindet sich in drei Schutzgebieten, im Naturschutzgebiet Stadthavel, im FFH-Gebiet Mittlere Havel Ergänzung und im SPA-Gebiet Mittlere Havelniederung.